# Riu Patna
Patna és un riu de l'Índia al districte de Jabalpur a l'estat de Madhya Pradesh. Neix a la serralada de Bhanrer, al tehsil de Sleemanabad, i flueix 55 km en sentit nord fins que desaigua per la dreta al riu Bairma.